# Das jüngste Gewitter
Das jüngste Gewitter (You, the living, im Original Du levande) ist der vierte Langfilm des schwedischen Regisseurs Roy Andersson. Stilistisch ähnlich dem vorhergehenden Werk Songs from the Second Floor, beschreibt er in zahlreichen lose verbundenen Episoden einen Tag im Leben einiger Menschen in einem surreal verfremdeten Göteborg. Die erzählten Geschichten sind tragikomisch bis grotesk; die zugrundeliegenden Themen reichen von Entfremdung und Unmöglichkeit von Kommunikation bis zu Wirklichkeitsverlust und Hoffnung. Die Inszenierung erinnert an tableaux vivants; weitere Aspekte der hochgradig stilisierten Bildersprache sind der ausschließliche Gebrauch von statischen Totalen und entsättigten Farben. Der Titel You, the living bezieht sich auf    ein Zitat aus Goethes zehnter Römischer Elegie (Freue dich also, Lebendger, der lieberwärmeten Stätte, / Ehe den fliehenden Fuss schauerlich Lethe dir netzt), das dem Film als Motto dient. Im Film erscheint eine Straßenbahn, die zu Lethe fährt.

## Ausgewählte Episoden
Nur wenige der Episoden bleiben ohne Zusammenhang oder Verbindung zu anderen, zumeist bauen einige aufeinander auf oder Personen oder Lokalitäten erscheinen erneut.
- Das Personal einer Restaurantküche blickt aus dem Fenster, nur die Köpfe sind zu sehen. Draußen spaziert ein alter Mann mit einer Gehhilfe und seinem Hund vorbei, dieser schleift bereits auf dem Boden, da er sich in der Leine verheddert hat.
- Ein Mann schildert seinen Albtraum: Er scheitert bei einem familiären Festessen am Tischtuchtrick und zerstört dabei ein über 200 Jahre altes Porzellanset. Auf dem Tisch kommen Hakenkreuz-Intarsien im Holz zum Vorschein. Der Mann wird von einem biertrinkenden Gericht zum Tode verurteilt, der Rechtsanwalt bricht zusammen. Die Hinrichtung auf dem elektrischen Stuhl geschieht vor Publikum, das sich hinter einer Glasscheibe versammelt und dabei Popcorn isst.
- Ein Mann und eine Frau erleben jeweils ihren Arbeitstag nach einem heftigen Streit sehr unterschiedlich: Die Frau, eine Lehrerin, rennt weinend aus dem Klassenzimmer, der Mann, ein Teppichverkäufer, verwechselt im Laden Teppiche und redet mit Kunden ungehalten über den Streit.
- Eine Musikkapelle (New-Orleans-Jazz) spielt eine wichtige Rolle in mehreren Szenen. Der Trommler und der Sousaphonist werden übend betrachtet, da sie neben ihrem Hobby auch in der Kapelle der königlichen Leibgarde spielen und mit Auftritten bei Paraden Geld verdienen. Der Sousaphonist wird auch in einer Sexszene gezeigt, während der er sich über finanzielle Einbußen seiner Altersvorsorge beklagt.
- Ein Taschendieb klaut einem prahlerischen, telefonierenden Geschäftsmann im Restaurant das Portemonnaie und lässt sich von dem Geld einen Maßanzug schneidern.
- Ein älterer Mann, der eine Jubiläumsfeier seiner früheren Studentenverbindung besucht, wird ans Telefon gerufen, um ein Gespräch mit seinem Sohn zu führen. Dieser verlangt Geld von ihm; der Mann lässt sich trotz seiner anfangs mit wüsten Beschimpfungen geäußerten Weigerungen schließlich umstimmen.
- Ein Psychiater tritt aus der Szene heraus, wendet sich an den Zuschauer und beklagt sein Leben sowie den Egoismus seiner Patienten.
- Ein junges Mädchen ist in den Gitarristen einer Band verliebt, der sich aber nur seinem Instrument widmet. Die geträumte Hochzeitsreise beginnt vor einer Menschenmenge in einem fahrenden Haus.
- Ein Friseur zerstört einem unfreundlichen Kunden mit einem Rasierer die Haarpracht. Nach der Beschwerde des Kunden verspricht er, dies in Ordnung zu bringen. Auf einem Geschäftsmeeting erscheint der Friseurkunde dann auch mit Glatze. Bei dem Meeting verstirbt der Leiter eines Unternehmens und wird beigesetzt; beim Begräbnis spielt die erwähnte Musikkapelle das Lied Jag har hört om en stad ovan molnen (dt. Ich habe von einer Stadt über den Wolken gehört).

Formal ist der Film geschlossen: In der Eröffnungsszene wird ein auf einem Sofa schlafender Mann von einem vorbeifahrenden Zug aus dem Schlaf gerissen und berichtet, er habe einen Albtraum mit Bombern gehabt. In der Schlussszene wird zu Jazzmusik eine große Formation von Boeing B-52 gezeigt, die über die Stadt fliegt.

## Musik
Der Musik kommt im Film eine inhaltliche Bedeutung zu. Einige der Hauptfiguren, der Rockmusiker Micke Larsson (gespielt vom Gitarristen Eric Bäckman der Band Deathstars) und die Mitglieder der Louisiana Brass Band, sind Musiker. Andere Personen, z. B. die depressive Anna, werden teilweise singend dargestellt.
Thematisch orientiert sich die Filmmusik an verschiedenen Stilen. Dies ist zum einen der um Banjo, Sousaphon und Trompete aufgebaute Dixieland-Stil der Jazzband und das somit im Gospel-Stil erklingende Lied Jag har hört om en stad ovan molnen von Lydia Lithell. Eine weitere Rolle spielt der Schlager En liden hvid kanin von Edvard Persson, der von der Blaskapelle auf der Wachparade als Marsch gespielt wird. Über das Thema dieses Liedes wird aber auch von Micke Larsson eine Improvisation auf der E-Gitarre gespielt. Ein weiteres im Film verwendetes Lied ist O, gamla klang- och jubeltid, eine schwedische Version des deutschen Studentenliedes O alte Burschenherrlichkeit.
Die im Film gespielten Dixieland-Stücke sind Aufnahmen von Papa Bue’s Viking Jazzband; beim am Ende des Filmes gespielten Stück handelt es sich um die Komposition She’s No Trouble von Bennie Moten.

## Auszeichnungen
- 2007 Chicago International Film Festival, Silver Hugo
- 2007 Guldbagge, Beste Regie, Bester Film, Bestes Drehbuch
- 2007 Neuchâtel International Fantastic Film Festival, Bester Film
- 2008 Filmpreis des Nordischen Rates
- 2008 Fantasporto, Directors’ Week Award
- 2008 Flanders International Film Festival, Georges Delerue Award für Benny Andersson